# Stylidium caespitosum
Stylidium caespitosum är en tvåhjärtbladig växtart som beskrevs av Robert Brown. Stylidium caespitosum ingår i släktet Stylidium och familjen Stylidiaceae. Inga underarter finns listade i Catalogue of Life.